# 松平近輝
松平 近輝（まつだいら ちかてる）は、出雲広瀬藩の第5代藩主。直政系越前松平家広瀬藩分家5代。

## 経歴
第4代藩主・松平近明の長男。母は側室・千寿院。
寛延2年（1749年）、父の隠居により家督を継いだが、特に藩政に見るところもなく、宝暦7年（1757年）5月9日に江戸で死去した。娘しかいなかったため、家督は弟の近貞が継いだ。法号は成覚院。